# Голубовский, Борис Гаврилович
Борис Гаврилович Голубовский (1919—2008) — советский и российский театральный режиссёр, театральный педагог. Народный артист РСФСР (1976). Лауреат Государственной премии РСФСР им. К. С. Станиславского (1978).

## Биография
Родился в семье служащего, с конца 1920-х годов семья проживала в Москве. Отец — Гавриил Яковлевич Голубовский (?—1946), мать — Рахиль Марковна Голубовская (?—1961).
Борис Голубовский после окончания режиссёрский факультет ГИТИСа в 1941 году (курс Н. М. Горчакова и Ф. Н. Каверина) работал в Саратовском АТД. Первая его роль как актёра — в спектакле «Надежда Дурова».
Во время обучения в ГИТИС Голубовский бывал на открытых репетициях у В. Э. Мейерхольда, К. С. Станиславского, Вл. И. Немировича-Данченко, смог познакомиться с такими видными театральными деятелями как А. Д. Дикий, Л. М. Леонидов.
Во время Великой Отечественной войны был режиссёром Московского комсомольского фронтового театра ГИТИСа и Театра миниатюр «Огонёк», работал режиссёром на радио.
В 1950—1954 годах — главный режиссёр Московского областного театра драмы, в 1957—1965 годах — главный режиссёр московского ТЮЗа.
С 1965 по 1987 возглавлял Московский драматический театр имени Н. В. Гоголя.
Борис Гаврилович с 1975 года преподавал в ГИТИСе, среди его учеников режиссёр А .Б. Плетнёв, режиссёр Ансар Халилуллин, актриса Анна Большова, актриса Н. Е. Третьякова, актёр Павел Трубинер, актёр и режиссёр Вячеслав Гришечкин.
Скончался 9 февраля 2008 года в Москве. Похоронен в Москве на Востряковском кладбище рядом с родителями.

## Семья
- Жена — Виктория Борисовна Волина (1920—2004), дочь большевика и историка Бориса Волина[5][6].
  - Сын — Анатолий Борисович Голубовский (род. 1957), социолог, искусствовед, журналист, продюсер, кандидат искусствоведения[5].

## Театральные постановки

### Московский драматический театр имени Н. В. Гоголя
- 1965 — «Ужин в Санлисе» Ж. Ануя
- 1966 — «Я отвечаю за все» М. Рогачевского по Ю. П. Герману
- 1968 — «Верхом на дельфине» Л. А. Жуховицкого
- 1969 — «Белые и черные» А. Котова
- 1970 — «Земля» Н. Е. Вирты
- 1973 — «Карьера Бекетова» А. В. Софронова
- 1974 — «Рок-н-ролл на рассвете» Т. Колесниченко и В. Некрасова
- 1977 — «Берег» Ю. В. Бондарева
- 1980 — «Закон» по А. И. Ваксбергу
- 1981 — «Безобразная Эльза» Энсио Рислакки (совместно с Алексеем Чаплеевским (премьера — 22 сентября 1981)
- 1983 — «…А этот выпал из гнезда» Д. Вассермана (по роману К. Кизи «Полёт над гнездом кукушки»)

### Московский театр юного зрителя
- 1954 — «Старая крепость» М. Блеймана
- 1957 — «Именем революции» М. Ф. Шатрова
- 1958 — «Пароход зовут Орлёнок» А. А. Галича
- 1960 — «Мечта моя… Индия» Э. С. Радзинского
- 1961 — «Всё это не так просто» Г. Шмелева, Л. Исаровой (совместно с В. К. Гореловым)
- 1961 — «Загорается маяк» Н. Н. Добронравова и С. Т. Гребенникова
- 1964 — «Ромео и Джульетта» У. Шекспира

### Другие постановки
- 1942 — «Ночь ошибок» О. Голдсмита[2]
- 1942 — «Парень из нашего города» К. М. Симонова
- «Последняя жертва» А. Н. Островского
- «Огарёва, 6» Ю. С. Семёнова
- «Дом» Ф. А. Абрамова
- «Декамерон» Дж. Боккаччо

## Признание и награды
- Заслуженный деятель искусств РСФСР (9 февраля 1967)
- Народный артист РСФСР (6 января 1976)
- Государственная премия РСФСР имени К. С. Станиславского — за постановку спектакля «Берег» по роману Ю. В. Бондарева на сцене МДТ имени Н. В. Гоголя
- Орден Дружбы (17 июня 1999)[7]

## Сочинения
- Голубовский Б. Лицо автора в спектакле. — М., 1972
- Голубовский Б. Место работы — театр. — М., 1986
- Голубовский Б. Пластика в искусстве актера. — М., 1986
- Голубовский Б. Большие маленькие театры. — М., 1998